# Il Corvo (romanzo)
Il Corvo (titolo originale Killshot) è un romanzo noir dello scrittore statunitense Elmore Leonard, pubblicato negli Stati Uniti nel 1989.
Dall'opera, nel 2008, è stato tratto il film Killshot diretto da John Madden.

## Storia editoriale
Il romanzo è stato pubblicato in Italia nel 1990 con il titolo Il Corvo, dal soprannome del killer principale antagonista nella storia, quindi ripubblicato nel 2009 con il titolo originale Killshot in una nuova edizione ritradotta.

## Trama
(Elmore Leonard, Il Corvo)
Armand Degas è un sicario di origini native americane ed è soprannominato "Corvo". Dopo aver eliminato a Detroit un mafioso, ottiene come compenso una Cadillac dell'86 azzurra con la quale ritorna nei luoghi della sua infanzia, nella riserva indiana di Walpole Island in Ontario. L'intenzione era quella di rincontrare sua nonna, appartenente alla tribù Ojibway che tuttavia scopre essere morta da tempo.
Una sera Armand si imbatte in un giovane, Richie Nix che, introdottosi nella sua auto, tenta di rapinarlo. Il Corvo reagisce e sta per sparargli quando il giovane, senza lasciarsi prendere dal panico, propone ad Armand di diventare suo socio in una serie di estorsioni ai danni di agenti immobiliari. Il giorno seguente i due banditi si recano nell'ufficio di Nelson Davies per riscuotere 10000 $: seduto alla scrivania del direttore dell'agenzia trovano invece Wayne Colson, un carpentiere edile che aveva promesso alla moglie Carmen, dipendente di Nelson, di sostenere un colloquio di lavoro con il titolare.
Wayne, provocato dai due malviventi, li conduce fuori dall'ufficio affrontandoli e costingendoli alla fuga, dopo averli colpiti duramente. I due criminali sanno che sia Wayne che Carmen possono identificarli e perciò progettano di ucciderli. Armand si ricorda di aver già visto Wayne in compagnia di un uomo di sua conoscenza, Lionel, amico del carpentiere, e quindi si reca da questi. Dopo aver ottenuto da lui l'indirizzo di Wayne, lo fa uccidere da Richie mettendo così alla prova la sua determinazione.
Carmen e Wayne sfuggono a diversi agguati da parte dei due criminali che sono riusciti a rintracciarli; la frustrazione della coppia è alimentata dal fatto che, prima la polizia locale e poi l'FBI non sembrano darsi molto da fare per rintracciare il Corvo e Richie, anzi, in alcuni casi insinuano che Wayne possa aver esagerato nell'affrontare i due malviventi. Quando l'ennesima aggressione non va a buon fine, finalmente la polizia collega l'omicidio del mafioso di Detroit e di Lionel al Corvo, proponendo alla coppia di entrare a far parte del programma protezione testimoni e di rifugiarsi temporaneamente nel Missouri. Wayne inizialmente è contrario ma poi accetta, visto che la polizia è incapace di catturare i due killer. A Cape Girardeau, nel Missouri, Wayne trova lavoro nei trasporti fluviali, trascurando la moglie Carmen che è nel frattempo presa di mira delle pressanti e fastidiose attenzioni di Ferris Britton, l'arrogante e viscido vice sceriffo federale incaricato della loro protezione. Carmen non denuncia le malevole intenzioni dello sceriffo per paura che il marito possa ucciderlo.
I due criminali, nel frattempo, si sono facilmente introdotti nell'abitazione dei Colson trovandola deserta. Frugando in giro trovano il numero di telefono della madre di Carmen, Leonore e la contattano: fingendosi colleghi di Wayne ne ottengono la fiducia. Richie va a trovare l'anziana signora più volte e, sapendola sofferente di mal di schiena, si finge esperto in massaggi procurandole invece dolori tanto lancinanti da costringerla a chiamare la figlia. Tra i due criminali, entrambi trasferitisi a vivere a casa della donna di Richie, Donna Mulry, non scorre più buon sangue e i due vengono spesso ai ferri corti. Armand ha più volte pensato di uccidere l'impulsivo e avventato compagno ma si trattiene pensando che gli possa essere ancora utile per rintracciare e uccidere i coniugi Colson.
Quando Carmen riceve la telefonata della madre ha subito l'ennesima visita di Ferris mentre il marito Wayne era in viaggio per lavoro e irrintracciabile sul fiume. Stanca dello stalking e preoccupata per la madre, Carmen ritorna a casa nel Michigan dove trova ad attenderla i due banditi. Wayne, nel frattempo ritornato dal viaggio, riesce a contattare Carmen e decide di raggiungerla nel Michigan; mentre si prepara per la partenza scopre Ferris che si era introdotto a casa per l'ennesima molestia ai danni della moglie e lo colpisce spaccandogli la mascella.
Mentre Wayne è in viaggio verso casa, Carmen viene tenuta in ostaggio dai due banditi; i due malviventi hanno un ennesimo diverbio al termine del quale il Corvo uccide Richie. Il killer si appresta a eliminare anche Wayne non appena giungerà a casa ma Carmen riesce con uno stratagemma a impadronirsi del fucile da caccia del marito e a freddare il Corvo.

## Personaggi
Wayne Morris ColsonCarpentiere edile, specializzato nel montaggio di strutture metalliche in quota. Ama il suo lavoro e la caccia ai cervi.
Carmen ColsonLa moglie di Wayne, lavora in un'agenzia immobiliare e vorrebbe che il marito trovasse un lavoro meno pericoloso.
Armand DegasSicario canadese di origini native americane soprannominato "Corvo".
Richie NixCriminale sociopatico, la cui ambizione è quella di rapinare una banca in ogni stato degli USA.
LeonoreLa madre di Carmen, separata dal marito, anch'egli un ex carpentiere. Odia Wayne e non perde occasione per dimostrarlo. Estremamente egoista, mette sé stessa e le sue esigenze davanti a tutto, anche alla vita della figlia.
Donna MulryLa compagna di Richie Nix, pensionata dopo venticinque anni di impieghi nelle carceri. Sessualmente attratta dai galeotti e criminali. Armand si trasferisce nella sua casa a Marine City e avrà una relazione con lei.
Nelson DaviesDirettore dell'agenzia immobiliare presso cui lavora Carmen, presa di mira dai due taglieggiatori Richie Nix e il Corvo.
Lionel AdamAmico di caccia di Wayne. Viene ucciso da Richie Nix dopo aver scoperto da lui l'indirizzo di residenza di Wayne e di Carmen.
Paul ScallenAgente speciali dell'FBI.
Ferris R. BrittonL'arrogante e viscido vice sceriffo federale incaricato della protezione di Wayne e di Carmen a Cape Girardeau nel Missouri.

## Opere derivate
Nel 2018 il romanzo è stato trasposto nel film Killshot per la regia di John Madden, con Mickey Rourke nella parte del "Corvo".

## Edizioni
- (EN) Elmore Leonard, Killshot, 1ª ed., Arbor House, 1989, ISBN 1-55710-041-1.
- Elmore Leonard, Il Corvo, traduzione di Lidia Perria, Milano, Interno Giallo, 1990, ISBN 88-356-0019-7.
- Elmore Leonard, Killshot, traduzione di Luca Conti, Stile libero Noir, Torino, Einaudi, 2009,  p. 324, ISBN 9788806180430.